# Aeroporto de Jinhae
O Aeroporto de Jinhae (IATA: CHF, ICAO: RKPE) é um aeroporto civil localizado próximo do distrito de Jinhae (Chinhae), em Changwon, Coreia do Sul.